# Port lotniczy Mawrowica
Port lotniczy Mawrowica – port lotniczy położony w miejscowości Mawrowica, w Macedonii Północnej. Obsługuje połączenia krajowe.